# Baron Ogmore

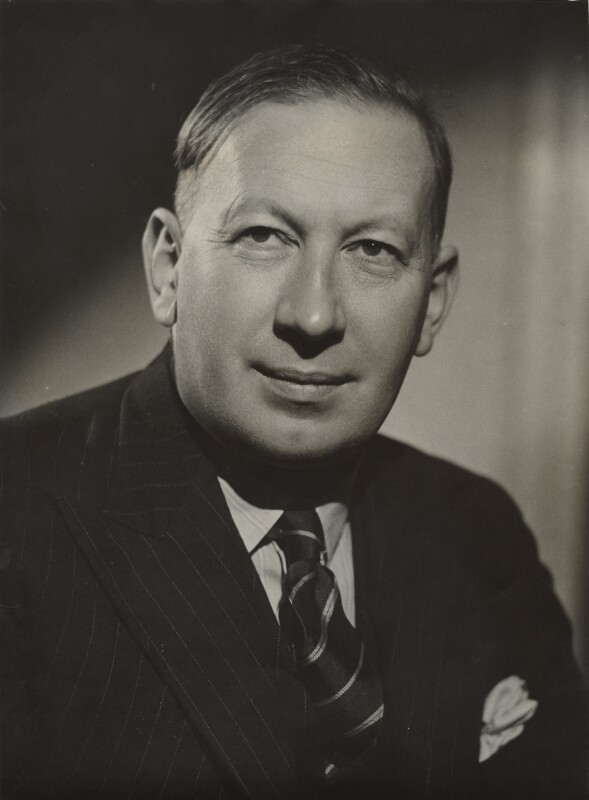
David Rees-Williams, 1. Baron Ogmore

Baron Ogmore, of Bridgend in the County of Glamorgan, ist ein erblicher britischer Adelstitel in der Peerage of the United Kingdom.
Der Titel wurde am 5. Juli 1950 dem Unterhausabgeordneten der Labour Party David Rees-Williams verliehen.
Aktueller Titelinhaber ist seit 2004 dessen jüngerer Sohn als 3. Baron.

## Liste der Barone Ogmore (1950)
- David Rees-Williams, 1. Baron Ogmore (1903–1976)
- Gwilym Rees-Williams, 2. Baron Ogmore (1931–2004)
- Morgan Rees-Williams, 3. Baron Ogmore (* 1937)

Titelerbe (Heir apparent) ist der Sohn des aktuellen Titelinhabers, Hon. Tudor Rees-Williams (* 1991).